# Giacomo I di Cipro
Giacomo I di Cipro, o Giacomo I di Lusignano (1334 – Nicosia, 20 settembre 1398), fu co-reggente del Regno di Cipro per il nipote Pietro II fin dal 1369 al 1371; poi re di Cipro e re titolare di Gerusalemme, dal 1382 e re del regno armeno di Cilicia, dal 1393 alla sua morte.
Egli era il quarto figlio di Ugo IV di Cipro; prima di salire al trono aveva prestato altri servizi per il regno e si era fatto notare per la sua resistenza opposta all'invasione genovese di Cipro.

## Biografia

### Infanzia

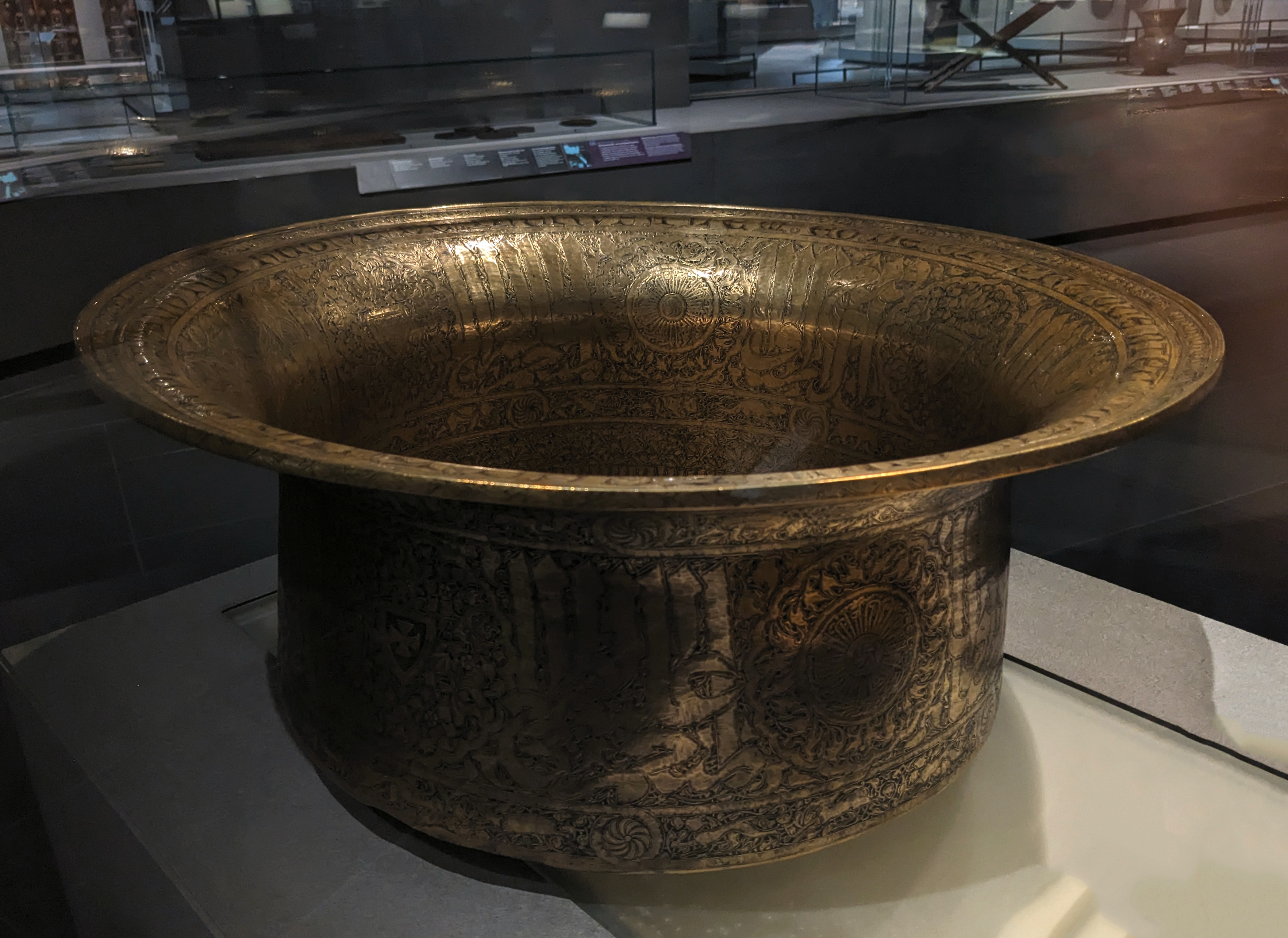
Lavabo (XIV secolo, Egitto o Siria, Museo del Louvre) attribuito a Ugo IV di Cipro.

Sia secondo Les familles d'outre-mer, che secondo la Chroniques d'Amadi et de Strambaldi. T. 1, Giacomo era il figlio quartogenito del re di Cipro e di Gerusalemme Ugo IV (1294 – 1359) e di Alice d'Ibelin (1305 c. – 1386), che, ancora secondo Les familles d'outre-mer, che secondo la Chroniques d'Amadi et de Strambaldi. T. 1, era figlia di Guido d'Ibelin, signore del castello di Nicosia, siniscalco di Cipro e della moglie, nonché cugina, Isabella o Margherita d'Ibelin.
Sia secondo Les familles d'outre-mer, che secondo la Chroniques d'Amadi et de Strambaldi. T. 1, Ugo era l'unico figlio maschio del Connestabile del regno di Cipro, Guido di Lusignano e della moglie, la signora di Beirut, Eschiva di Ibelin, che, ancora secondo Les familles d'outre-mer, era la figlia secondogenita di Giovanni di Ibelin, signore di Beirut e di Alice de la Roche, figlia di Guido I de la Roche, Duca di Atene.
Suo padre, Ugo IV, nel 1358, cedette la corona di Cipro a suo fratello, Pietro come Pietro I e contemporaneamente nominò l'altro suo fratello, Giovanni,  Principe titolare d'Antiochia e connestabile di Cipro.
Suo padre, Ugo IV, morì il 10 ottobre 1359 a Nicosia ed il 5 aprile 1360, Pietro, con la moglie, Eleonora, furono incoronati nella cattedrale di San Nicola a Famagosta re e regina di Gerusalemme.
Secondo la Chroniques d'Amadi et de Strambaldi. T. 1, nel 1364, suo fratello, Pietro I, che si trovava in missione in Europa, chiamò Giacomo presso di sé, come suo rappresentante, durante la missione; Giacomo raggiunse Pietro I, quando si trovava in Avignone, come ci viene confermato dalla Chronique de l'Île de Chypre

### Matrimonio
Nel 1365 Giacomo sposò la sua parente Helvis o Chelvis o Elena di Brunswick-Grubenhagen (1353 – 15 gennaio 1421), figlia di Filippo di Brunswick (circa 1332 – 4 agosto 1369 o 1370), connestabile di Gerusalemme, e della prima moglie Helisia o Alice di Dampierre, figlia di Oddone di Dampierre e Isabella di Lusignano, citati da Les familles d'outre-mer e dalla Chroniques d'Amadi et de Strambaldi. T. 1; per questo matrimonio, secondo lo storico ungherese Weyprecht Hugo von Rüdt von Collenberg era stata necessaria una dispensa papale di papa Urbano V, il 15 maggio 1365; il suocero, Filippo, avendo sposato in seconde nozze, la mamma di Giacomo, Alice d'Ibelin, ne era anche il patrigno.  
Il fratello di Helvis-Chelvis-Elena era Giovanni di Brunswick-Grubenhagen (morto l'11 giugno 1414 senza essersi sposato e senza aver generato discendenti), era un ammiraglio di Cipro.

### Reggenza

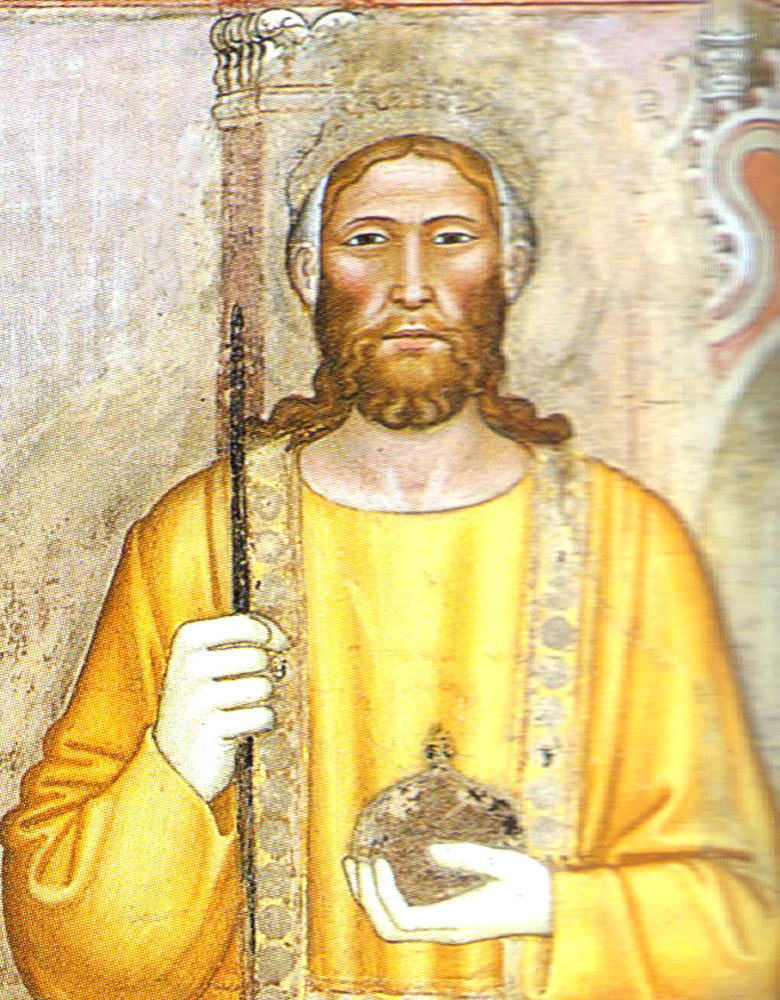
Ritratto di Pietro I di Lusignano di Andrea di Bonaiuto
Affresco del Cappellone degli Spagnoli della Basilica di Santa Maria Novella, Firenze, 1366

Il 17 gennaio 1369, suo fratello, Pietro I, fu ucciso e decapitato, probabilmente con la complicità dei suoi stessi fratelli, sia Giacomo che Giovanniprincipe titolare d'Antiochia e Connestabile di Cipro.
L'omicidio di Pietro viene confermato da Les familles d'outre-mer, e narrato sia dalla Chroniques d'Amadi et de Strambaldi. T. 1 che dalla Chronique de l'Île de Chypre.

A Pietro I succedette il figlio Pietro, come Pietro II, sotto la tutela della madre, Eleonora, e la reggenza dello zio, Giovanni. Giacomo fu co-reggente.
Con l'appoggio di Papa Gregorio XI, sua cognata, Eleonora, per vendicare la morte del marito e per aiutare il figlio a regnare, invitò i genovesi ad invadere Cipro; dal momento che i Genovesi avevano interessi finanziari e commerciali su Cipro essi invasero l'isola nell'aprile 1373.

### Guerra a Genova
Giacomo fu creato siniscalco di Cipro e, in queste funzioni, condusse la guerra contro la Repubblica di Genova nel 1373; durante l'invasione genovese, Giacomo ed il fratello Giovanni, connestabile di Cipro, resistettero agli invasori; Giacomo combatté a Kyrenia e resistette alle forze della Repubblica di Genova.
Con l'aiuto del tradimento di Giovanni di Morf, questi ultimi occuparono nel 1373 la città di Famagosta e saccheggiarono Nicosia; inoltre fecero decapitare gli assassini di Pietro I 
.
Il nipote Pietro II, firmò un trattato con i nemici, che tennero la città di Famagosta e ottennero l'espulsione di Giacomo da Cipro: finita la guerra e lasciata l'isola con una nave partita da Kyrenia nel 1374, si recò prima a Rodi, dove però non trovò sostegno e venne arrestato dai genovesi che lo condussero a Genova in cattività assieme alla moglie.
Secondo A History Of Cyprus. Volume 2. The Frankish Period, 1192 1432, il periodo di carcere duro, con trattamento a Pane e acqua, corrispose al tentativo di Pietro II di riconquistare Famagosta; inoltre la lunga prigionia dei coniugi indusse vanamente papa Gregorio XI e papa Urbano VI a richiedere alla Repubblica di Genova un miglior trattamento dei coniugi.
Fu durante la prigionia che Helvis diede alla luce il loro primo figlio maschio, Giano, che prese il nome dal dio che era stato, secondo un'antica leggenda, il fondatore di Genova; la maggior parte dei loro figli nacque proprio a Genova.
Sua cognata, Eleonora inoltre, con la complicità del figlio, Pietro II, tese un tranello e favorì l'omicidio di suo fratello, Giovanni, nel 1374.

### Re di Cipro

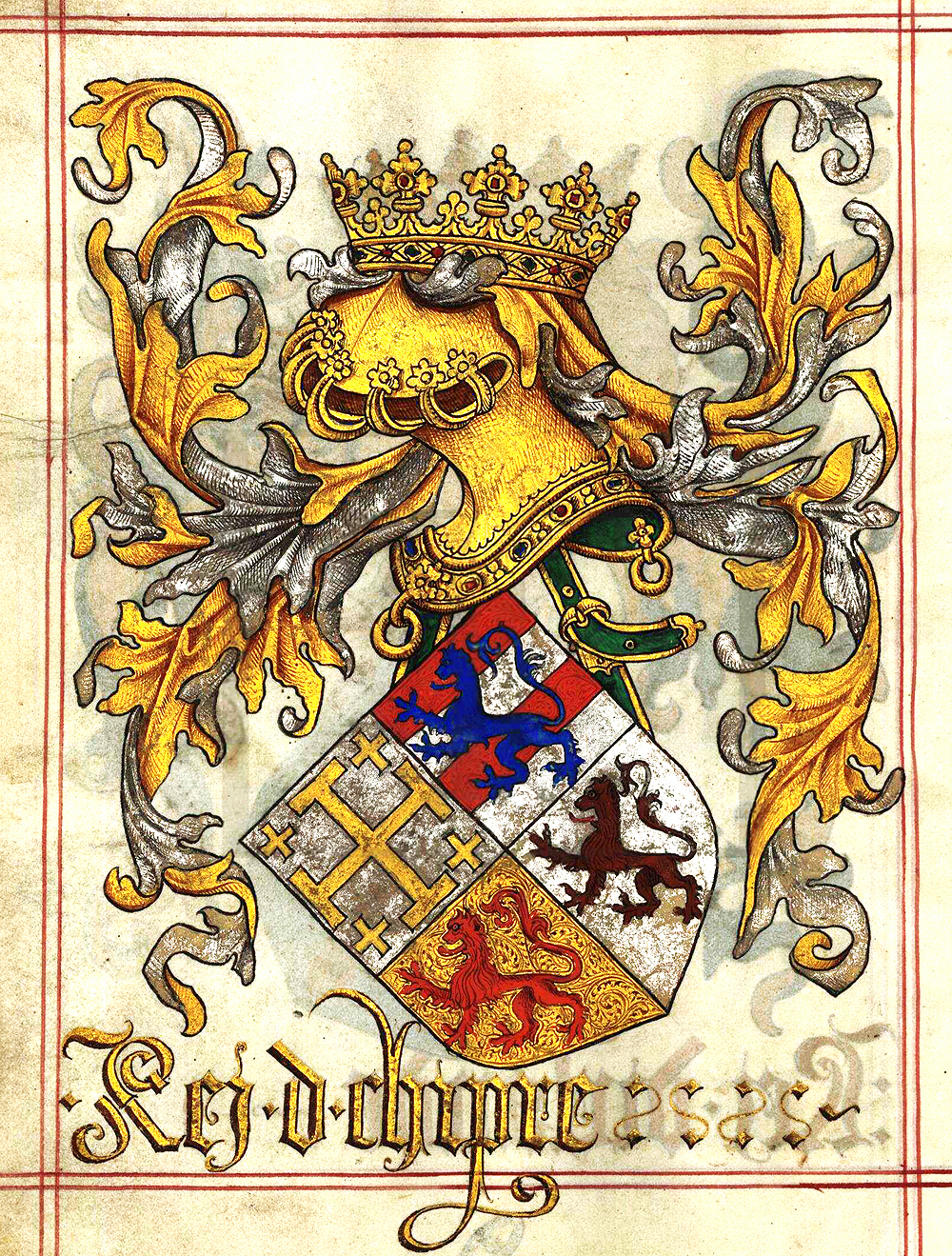
Stemma di Casa Lusignano nel Livro do Armeiro-Mor di João do Cró

Suo nipote, Pietro II, nel 1382 si ammalò e morì, il 13 ottobre, e fu tumulato nella chiesa di San Domenico a Nicosia; anche il Chronicon Regiense riporta la morte di Pietro II in quella data.
Sempre il Chronicon Regiense, riporta che la figlia di Pietro II fu esclusa dalla successione e fu designato alla successione Giacomo, che era in carcere a Genova, non rispettando le volontà di Pietro II che aveva concordato con il cugino Giacomo di Lusignano, figlio di Giovanni, il matrimonio con la propria sorella, Margherita o Maria, con la promessa che alla sua morte gli sarebbe succeduto.
I genovesi, decisi a rilasciarlo per consentirgli di divenire re a tutti gli effetti, negoziarono con lui ed ottennero un accordo: il trattato, datato 2 febbraio 1383, prevedeva dei nuovi privilegi per le attività commerciali della Repubblica; Giacomo fu liberato, dopo che erano stati liberati i genovesi detenuti a Cipro e dopo che Giacomo aveva confermato ai genovesi il possesso di Famagosta; il regno di Cipro, nel frattempo era governato da dodici nobili; dopo il suo rilascio, nel 1383, egli non fu immediatamente accettato, come riportato dallo storico Leontios Makhairas, e così ritornò a Genova. In particolare tra gli oppositori spiccavano i fratelli Perotte e Vilmonde de Montolivve, che credevano che la situazione in cui si trovava Cipro all'epoca avrebbe permesso loro di diventare re. I nemici di Giacomo furono sconfitti solo nel 1385 e, nell'aprile di quell'anno, Giacomo I ritornò a Cipro e si recò a Nicosia, dove venne accolto con grande entusiasmo.
Giacomo venne incoronato nel maggio 1385 nella cattedrale di Santa Sofia ed in seguito venne incoronato re di Gerusalemme nel 1389.

### Ultimi anni e morte

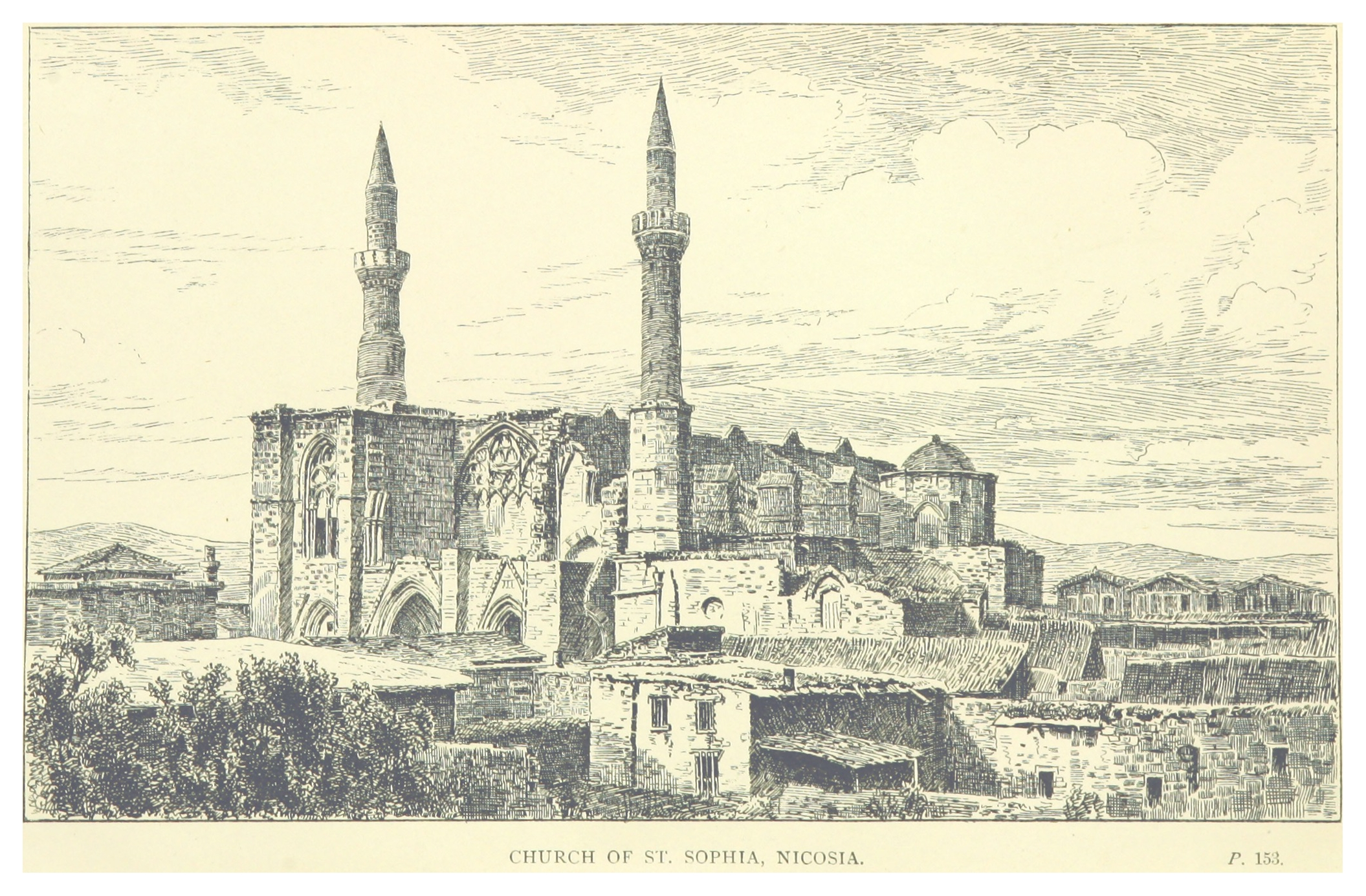
La Cattedrale di Santa Sofia di Nicosia in un'incisione del 1887 conservata nella British Library

Nel 1390, Giacomo riscattò il proprio figlio, Giano, che era ancora prigioniero a Genova, per 800.000 bisanti.

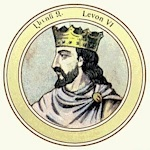
Re Leone VI d'Armenia

Nel 1393, era morto a Parigi, il re armeno di Cilicia, Leone VI e Giacomo, in quanto parente più prossimo fece richiesta di succedergli e assunse il titolo di re armeno di Cilicia che gli venne assegnato formalmente nel 1396, e da allora i re di Cipro furono chiamati: re di Gerusalemme, Cipro e Armenia, come riporta la Chronique de l'Île de Chypre; il regno di Armenia, all'epoca, si era ridotto alla sola città di Corico, rimasta in mani cipriote fin da quando era stata conquistata da Pietro I.
Giacomo I morì a Nicosia, il 20 settembre 1398, e fu tumulato nella chiesa di San Domenico a Nicosia; a Giacomo I succedette il figlio primogenito, Giano, che fu incoronato l'11 novembre di quello stesso anno.

## Discendenza
Giacomo I da Helvis o Chelvis o Elena ebbe dodici figli:
- Giano[40] (1375-1432), successore del padre, re di Gerusalemme, Cipro e Armenia[38];
- Filippo (†  circa 1430 o 1428/1432), connestabile di Cipro[40]; non si sposò mai, ma ebbe un figlio naturale:
  - Lancillotto (†  dopo il 1450), cardinale e patriarca latino di Gerusalemme;
- Enrico (†  7 luglio 1426), principe titolare di Galilea[40], comandante militare in Egitto, ucciso in battaglia a Choirokoitia; nel 1406 circa sposò la cugina Eleonora di Lusignano (m. circa 1414), nipote di Giovanni di Lusignano e della seconda moglie Alice d'Ibelin, da cui non ebbe discendenza; ebbe invece tre figli illegittimi;
- Eudes o Oddone (†  Palermo, 1421), siniscalco titolare di Gerusalemme, fu al servizio dei re d'Aragona e, probabilmente, il 19 marzo 1406 sposò la cugina Loysia di Lusignano, nipote anch'essa di Giovanni e Alice d'Ibelin, da cui non ebbe discendenza; morì per le ferite riportate nell'assedio di Bonifacio, durante la spedizione di Alfonso il Magnanimo contro Sardegna e Corsica; è sepolto a Palermo, nella chiesa di San Domenico;
- Ugo (†  Genova, agosto 1442), reggente di Cipro e cardinale arcivescovo di Nicosia[40];
- Guido († prima del 1396), connestabile di Cipro; morto giovane[40];
- figlia femmina († Rodi, 1374), morta in giovane età;
- Giacoma (†  circa 1397 o 1396/1398), non si sposò e non ebbe discendenza;
- Eschive (†  dopo il 1406), che non si sposò[41];
- Maria (Genova, 1381 – Napoli, 4 settembre 1404), il 12 febbraio 1403 sposò il re Ladislao I, re di Napoli e Gerusalemme, Ungheria e Dalmazia[40]; non ebbe discendenza;
- Agnese[41] (1382 circa – Venasco, 1º marzo 1459), fu badessa di Wunstorf;
- Isabella (†  dopo il 1415), nel 1415 sposò il cugino Pietro di Lusignano, conte titolare di Tripoli, reggente di Cipro, connestabile e siniscalco titolare di Gerusalemme (m. 10 febbraio 1451), nipote di Giovanni di Lusignano e della seconda moglie Alice d'Ibelin[41]; non ebbe discendenza.

## Ascendenza
|                    |                 |                       | Genitori            |  |  | Nonni |  |  | Bisnonni         |  |  | Trisnonni          |  |
|                    |                 |                       |                     |  |  |       |  |  | Ugo III di Cipro |  |  | Enrico d'Antiochia |  |
|                    |                 |                       |                     |  |  |       |  |  | Ugo III di Cipro |  |  | Enrico d'Antiochia |  |
|                    |                 | Isabella di Lusignano |                     |  |  |       |  |  | Ugo III di Cipro |  |  |                    |  |
| Guido di Lusignano |                 |                       |                     |  |  |       |  |  | Ugo III di Cipro |  |  |                    |  |
|                    |                 | Isabella d'Ibelin     | Guido d'Ibelin      |  |  |       |  |  |                  |  |  |                    |  |
|                    |                 | Isabella d'Ibelin     | Guido d'Ibelin      |  |  |       |  |  |                  |  |  |                    |  |
|                    |                 | Isabella d'Ibelin     | Filippa Barlais     |  |  |       |  |  |                  |  |  |                    |  |
| Ugo IV di Cipro    |                 | Isabella d'Ibelin     |                     |  |  |       |  |  |                  |  |  |                    |  |
|                    |                 | Giovanni II di Beirut | …                   |  |  |       |  |  |                  |  |  |                    |  |
|                    |                 | Giovanni II di Beirut | …                   |  |  |       |  |  |                  |  |  |                    |  |
|                    |                 | Giovanni II di Beirut | …                   |  |  |       |  |  |                  |  |  |                    |  |
| Eschive d'Ibelin   |                 | Giovanni II di Beirut |                     |  |  |       |  |  |                  |  |  |                    |  |
|                    |                 | Alice de la Roche     | Guido I de la Roche |  |  |       |  |  |                  |  |  |                    |  |
|                    |                 | Alice de la Roche     | Guido I de la Roche |  |  |       |  |  |                  |  |  |                    |  |
|                    |                 | Alice de la Roche     | …                   |  |  |       |  |  |                  |  |  |                    |  |
| Giacomo I di Cipro |                 | Alice de la Roche     |                     |  |  |       |  |  |                  |  |  |                    |  |
|                    | Balian d'Ibelin | …                     |                     |  |  |       |  |  |                  |  |  |                    |  |
|                    | Balian d'Ibelin | …                     |                     |  |  |       |  |  |                  |  |  |                    |  |
|                    | Balian d'Ibelin | …                     |                     |  |  |       |  |  |                  |  |  |                    |  |
| Guido di Ibelin    | Balian d'Ibelin |                       |                     |  |  |       |  |  |                  |  |  |                    |  |
|                    |                 | Alice di Lampron      | …                   |  |  |       |  |  |                  |  |  |                    |  |
|                    |                 | Alice di Lampron      | …                   |  |  |       |  |  |                  |  |  |                    |  |
|                    |                 | Alice di Lampron      | …                   |  |  |       |  |  |                  |  |  |                    |  |
| Alice d'Ibelin     |                 | Alice di Lampron      |                     |  |  |       |  |  |                  |  |  |                    |  |
|                    |                 | Baldovino d'Ibelin    | …                   |  |  |       |  |  |                  |  |  |                    |  |
|                    |                 | Baldovino d'Ibelin    | …                   |  |  |       |  |  |                  |  |  |                    |  |
|                    |                 | Baldovino d'Ibelin    | …                   |  |  |       |  |  |                  |  |  |                    |  |
| Isabella d'Ibelin  |                 | Baldovino d'Ibelin    |                     |  |  |       |  |  |                  |  |  |                    |  |
|                    |                 | Marguerite de Giblet  | …                   |  |  |       |  |  |                  |  |  |                    |  |
|                    |                 | Marguerite de Giblet  | …                   |  |  |       |  |  |                  |  |  |                    |  |
|                    |                 | Marguerite de Giblet  | …                   |  |  |       |  |  |                  |  |  |                    |  |
|                    |                 | Marguerite de Giblet  |                     |  |  |       |  |  |                  |  |  |                    |  |

### Fonti primarie
- (LA)  Rerum Italicarum scriptores, tomus XVIII.
- (IT)  Chroniques d'Amadi et de Strambaldi. T. 1.
- (IT)  Chronique de l'Île de Chypre.

### Letteratura storiografica
- (FR)  Les familles d'outre-mer.
- (EN)  A History Of Cyprus. Volume 2. The Frankish Period, 1192 1432.